# 石川平蔵

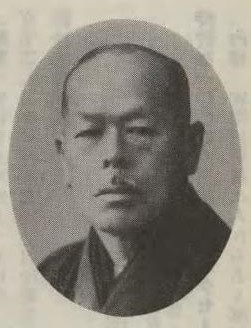
石川平蔵

石川 平蔵（いしかわ へいぞう、1868年（明治元年） - 1931年（昭和6年）5月）は日本の発明家。
伊豆国賀茂郡仁科村（現在の静岡県西伊豆町）出身。海軍造兵廠と芝浦製作所の勤務を経て、1897年（明治30年）から機械製造業を自営した。1911年（明治44年）に擂潰機を完成させた。1926年（大正15年）に帝国発明協会の全国発明表彰により、有功賞が授与されている。

## 特許
- 特許第20338号 石川式擂潰機